# (6099) Saarland
(6099) Saarland es un asteroide perteneciente al cinturón de asteroides, región del sistema solar que se encuentra entre las órbitas de Marte y Júpiter, descubierto el 30 de octubre de 1991 por Freimut Börngen desde el Observatorio Karl Schwarzschild, en Tautenburg, Alemania.

## Designación y nombre
Designado provisionalmente como 1991 UH4. Fue nombrado Saarland en homenaje al estado alemán de Saarland, distrito de hermosos paisajes situado en el curso medio del río Saar. La capital moderna, Saarbrücken, un centro para la industria del carbón y el hierro, lleva el nombre del primer puente de piedra que cruza el río y surgió de un asentamiento celta, un castillo romano y la corte de Franconia, Villa Sarabrucca.

## Características orbitales
Saarland está situado a una distancia media del Sol de 2,297 ua, pudiendo alejarse hasta 2,825 ua y acercarse hasta 1,768 ua. Su excentricidad es 0,230 y la inclinación orbital 5,609 grados. Emplea 1271,80 días en completar una órbita alrededor del Sol.

## Características físicas
La magnitud absoluta de Saarland es 14,5. Tiene 6,283 km de diámetro y su albedo se estima en 0,085. 